# Centrale nucleare di Koeberg
La centrale nucleare di Koeberg è una centrale nucleare del Sudafrica situata presso la località di Koeberg, a 30 km a nord di Città del Capo. La centrale è attualmente l'unico impianto per la produzione elettrica da fonte nucleare in Sudafrica ed in tutto il continente africano.

## Mondiali di calcio 2010
Per sopperire all'aumento dei consumi elettrici per il campionato mondiale di calcio 2010, è stata eseguita, nel mese di aprile una fermata dell'impianto per consentire interventi di manutenzione speciale per assicurare la fornitura elettrica durante l'evento sportivo.